# 黄礼辉
黄礼辉（1968年11月—），广东潮州人，汉族，无党派人士。中华人民共和国政治人物、第十三届全国人民代表大会广东地区代表。

## 生平
担任广东非凡集团创始人、董事长兼总裁。2018年2月24日，当选为第十三届全国人大代表。